# Elisabeth Halden
Elisabeth Halden (Pseudonym für Agnes Breitzmann, * 27. Mai 1841 in Templin; † 10. Oktober 1916 bei Berlin) war eine deutsche Kinder- und Jugendbuchautorin, die im Laufe ihres Lebens eine Vielzahl von Kinder- und Jugendbüchern veröffentlicht hat.

## Leben
Elisabeth Halden kam 1841 in Templin, im Norden Brandenburgs, mit dem Namen Johanna Louise Auguste Agnes Breitzmann als Tochter des praktischen Arztes Louis Alexander Wilhelm Breitzmann und seiner Frau Amalie Elwine Auguste, geb. Wittzack, zur Welt. Die Eltern waren evangelischer Konfession. Sie hatte mehrere Geschwister, von denen alle bis auf ihre kleine Schwester sehr früh verstarben. Halden hatte eine gute Beziehung zu ihren Eltern. Deshalb begleitete sie ihren Vater oft zur Landpraxis der Familie. Sie hatte insgesamt eine schöne und fantasievolle Kindheit, die sie in ihren Werken später oft als Inspiration genutzt hat. Noch nicht volljährig, verloren Halden und ihre jüngere Schwester zuerst ihren Vater und dann ihre Mutter. Deshalb zogen die beiden Mädchen zu ihrer Großtante nach Magdeburg, die die beiden in ihre Obhut nahm. Aufgrund des hohen Alters ihrer Großtante fühlten sich Halden und ihre Schwester nicht besonders wohl in deren Haus. Halden übernahm die Mutterrolle für ihre Schwester und kümmerte sich selbst um sie. Ihr zuliebe nahm die junge Schriftstellerin sechs weitere Mädchen zur Erziehung in das Haus auf, denn dadurch wollte sie ihrer Schwester ein richtiges Familienleben ermöglichen. Das Zusammenleben mit den Mädchen hat Halden die Möglichkeit gegeben sich in das Leben und die Denkweise von jungen Mädchen gut hineinversetzen zu können. Durch diese Erkenntnisse entstanden ihre ersten Erzählungen. Generell nutzte Halden ihre Lebensumstände als Inspiration für ihre schriftstellerische Arbeit. Nach einiger Zeit zogen Halden und ihre Schwester aufgrund einer Herzkrankheit nach Bad Nauheim. Danach begannen die beiden jungen Frauen mehrere Länder Europas zu bereisen. 1898 zog Halden nach Berlin und starb 1916 in Friedenau bei Berlin. Die Schriftstellerin blieb bis zu ihrem Lebensende unverheiratet und lebte stets von ihrer schriftstellerischen Arbeit.

## Literarisches Wirken
Haldens Werk umfasst um die 50 Kinder- und Jugendbücher, die über Jahrzehnte hinweg breit rezipiert und mehrfach neu aufgelegt wurden. Damit zählt sie neben Bertha Clément, Marie von Felseneck und Henny Koch zu den erfolgreichsten und produktivsten Schriftstellerinnen ihrer Zeit. Sie verfasste Familien-, Pensionats- und Reisegeschichten, die sich in erster Linie an junge Mädchen richten. Somit lassen sich ihre Romane, in denen vorwiegend weibliche Protagonistinnen im Zentrum stehen, der sogenannten Backfisch- und Mädchenliteratur zuordnen. Vereinzelt greift Halden in ihren Erzählungen auch auf historische Elemente und Figuren zurück, wie beispielsweise in ihrer literarischen Interpretation der historischen Persönlichkeit Königin Luise von Preußen (Aus den Tagen der Königin Louise, 1879). In einigen ihrer Werke spiegelt sich zudem die sozialgeschichtliche Realität junger, erwerbstätiger Frauen des wilhelminischen Zeitalters wider. So thematisiert sie z. B. in ihrem Roman In Heimat und Fremde (1897) die zunehmende Mobilität und Autonomie sowie die schwierige Arbeitsmarktsituation junger Lehrerinnen in Europa. Darüber hinaus verfasste Halden eine Reihe von Erzählungen und Märchen für Kinder, in denen häufig ein idyllisiertes Bild der Natur sowie anthropomorphe Tierwesen dargestellt werden.

## Werke
- Das Nest, Halle 1883
- Tante Adelgundens Nichten, Berlin 1885
- In Schnee und Eis, Breslau 1886
- Was Liebe vermag, Breslau 1888
- Reseda (ab der 3. Auflage: Gertrud), Erlangen 1889
- Mädchengeschichten, Stuttgart 1890
- Mamsell Übermut, Berlin 1891
- Evas Lehrjahre, Berlin 1892
- Aus den Tagen der Königin Luise, Leipzig 1893
- Bunte Steine, Leipzig 1893
- Das Schloß am Meer, Berlin 1893
- Das wahre Glück, Berlin 1894
- Onkel Fritz, Breslau 1894
- Die Rosen von Hagenow, Berlin 1895
- An des Lebens Pforte, Berlin 1896
- Etwas Neues, Berlin 1896
- Das Waldfräulein, Stuttgart 1896
- In Heimat und Fremde, Berlin 1897
- In Treue bewährt, Stuttgart 1897
- Gertrud. Erzählung für junge Mädchen, Berlin 1897
- Die Familie Ritzewitz, (Fortsetzung von: Die Rosen von Hagenow), Berlin 1998
- Neue Mädchengeschichten, Stuttgart 1898
- Kindergeschichten, Berlin 1899
- Königin Louise, Berlin 1899
- Eine edle Frau, Stuttgart 1900
- Vor 500 Jahren, Berlin 1900
- Die Tochter des Generals, Stuttgart 1900
- Goldschmieds Töchterlein, Berlin 1901
- Aus rosiger Zeit, Stuttgart 1902
- Im Doktorhause, Stuttgart 1902
- Im Kampf um die Krone, Nürnberg 1902
- Mamsell Übermut als Braut, Berlin 1902
- Aus goldener Jugendzeit, Stuttgart 1903
- Der Kinder Freud und Leid, Stuttgart 1903
- Lustige Geschichten, Stuttgart 1903
- Die Schwestern, Nürnberg 1903
- Klippen, Ort nicht bekannt 1905
- Unser Schwalbenheim, Stuttgart 1905
- Feriengeschichten, Stuttgart 1906
- In der Christnacht, von E. Halden. Und andere Erzählungen von M. Frohmut, O. Schwahn, L. Ideler, A. Dalwig-Hohenrode. Reutlingen 1906
- Marienkäferchen, Stuttgart 1907
- Mamsell Übermut als junge Frau, Berlin 1908
- Verwaist, Stuttgart 1909
- Starke Treue, Berlin 1911
- Das fünfte Rad, Nürnberg 1912
- Schön-Elschen, die Burggräfin von Nürnberg, Berlin 1913
- Neue lustige Feriengeschichten, Stuttgart 1914
- Drei Weihnachtsgeschichten, (mit Anna Schieber) Stuttgart 1921
- Tiergeschichten, Stuttgart 1925